# EX-310
La carretera EX-310 es de titularidad de la Junta de Extremadura. Su categoría es local. Su denominación oficial es   EX-310 , de Badajoz a Valverde de Leganés.